# Opleiding bos- en natuurbeheer
Een opleiding bos- en natuurbeheer is erop gericht om in het bos- en natuurbeheer te kunnen werken, variërend van praktisch uitvoerend tot academisch niveau. Sinds de jaren tachtig van de twintigste eeuw richten de opleidingen zich, naast de vooral op houtproductie gerichte bosbouw, op een breder werkveld. Vakgebieden als natuurbeheer, recreatiebeheer, landschapsbeheer, stedelijk groenbeheer en vastgoedbeheer spelen nu ook een belangrijke rol in de opleiding en het werk van bosbeheerders.

## Ontwikkeling van de bosbeheeropleidingen in Nederland
De Nederlandse opleidingen bos- en natuurbeheer zijn voortgekomen uit bosbouwopleidingen die vanaf eind negentiende eeuw zijn ontstaan. Zij groeiden uit van particuliere initiatieven bij de Nederlandsche Heidemaatschappij tot reguliere opleidingen in het Nederlandse onderwijsstelsel en van uitsluitend op bosbouw gerichte opleidingen tot bredere opleidingen voor het beheer van bos, natuur en landschap.
De hogere bosbouwopleiding in Wageningen dateert van 1896 toen daar de Hoogere Land- en Boschbouwschool werd opgericht, met 1 docent voor de bosbouwvakken. Tot die tijd ging men naar Karlsruhe, Eberswalde of Tharandt voor een opleiding in (tropisch) bosbeheer. De Wageningse school ontwikkelde zich tot academische instelling: in 1918 werd de Landbouwhogeschool opgericht (met 3 leerstoelen voor de bosbouwwetenschappen), die uiteindelijk is uitgegroeid tot de huidige universiteit van Wageningen (WU). Vóór de Tweede Wereldoorlog werd daar onder andere het bosbouwkader opgeleid voor de vroegere koloniën Nederlands-Indië (het huidige Indonesië) en Suriname.
De middelbare opleidingen werden vanaf 1903 uitgevoerd door de Nederlandsche Heidemaatschappij in Arnhem. Deze “Heidemij” groeide uit tot een internationaal advies- en ingenieursbureau dat sinds 1997 Arcadis heet. Er bestonden tweejarige A- en B-cursussen, waar op verschillende niveaus bosbouw- en cultuurtechniekopleidingen gegeven werden in combinatie met praktijkwerk. Uit deze A- en B-cursussen zijn de reguliere middelbare en hogere beroepsopleidingen in het bosbeheer voortgekomen.
Na de Tweede Wereldoorlog ontstond er ook aandacht voor de lagere opleidingen en kortere praktische cursussen. Ook hier speelde de Heidemaatschappij een belangrijke rol. De RAB-cursus (rationalisatie in de bosbouw) werd opgezet. De Rijksoverheid kreeg meer verantwoordelijkheid voor de praktische scholing en de stichting Bosbouw Praktijkonderwijs werd in 1955 opgericht. In 1960 ontstond de Bosbouw Technische School (BTS) in Apeldoorn, die later is opgegaan in de groene opleidingen van Helicon MBO Velp. Ook werd een leerlingstelsel bosbouw en cultuurtechniek gestart.
Tot in de jaren 1980 stonden in de praktijk van het bos- en natuurbeheer in Nederland onderwerpen als bosexploitatie, bosteelt, bosbedrijfseconomie, jacht, rentmeesterij en bosbeleid centraal. Daarna kwam er meer nadruk op ecologie, natuurherstel, natuurinrichting. In het beleid waren bos en natuur eerst nog gescheiden: Meerjarenplan bosbouw (1987), Natuurbeleidsplan (1990), Bosbeleidsplan (1994). Maar in 2000 ziet een overkoepelend beleidsplan Natuur voor mensen, mensen voor natuur het licht. Ook in onderzoek, onderwijs en praktijk trad een ontwikkeling naar integratie op. Hierbij werd natuur het bredere thema, met bos als belangrijk onderdeel. Vanaf medio jaren 1990 werden binnen het onderwijs de programma's op alle niveaus omgevormd van bosbouw tot bos- en natuurbeheer, wat leidde tot meer belangstelling van studenten.

## Beschrijving van de opleidingen

### Vlaanderen
In Vlaanderen kan men zich via het technisch secundair onderwijs of het beroepssecundair onderwijs voorbereiden op een groene loopbaan of vervolgstudie. Na de 1e graad (2 jaar)  kan men in de 2e graad kiezen voor een opleiding plant, dier en milieu of plant-, dier- en milieutechniek. In de 3e graad worden duale opleidingen (leren en werken) aangeboden op het gebied van plant en milieu of groenaanleg en -beheer, in drie plaatsen waaronder Leuven.
In Antwerpen kan een deeltijdopleiding arbeider in bos- en natuurbeheer gevolgd worden. Daarnaast bestaat er een 3e graads beroepsopleiding plant en milieu met een specialisatiejaar bosbouw en bosbeheer die in Vilvoorde gevolgd kan worden. Het is ook mogelijk een 3e graads technische studierichting natuur- en groentechnische wetenschappen te volgen met een specialisatiejaar agro- en groenbeheer, in acht plaatsen waaronder Vilvoorde en Leuven.

### Nederland
Na het basisonderwijs kan men in Nederland direct beginnen met een groene vmbo-opleiding, die vervolgens toegang geeft tot een groene mbo-opleiding. Of men kan een leerweg volgen via het voortgezet onderwijs (havo of vwo) als voorbereiding op een groene mbo-, hbo- of wo-opleiding. Het keuzeprofiel natuur en techniek biedt hiertoe de beste mogelijkheden, maar een ander profiel is niet uitgesloten.

#### Praktijkopleidingen
Verschillende organisaties verzorgen diverse trainingen en korte cursussen op het gebied van groenvoorziening, boomverzorging, loonwerk, landschapsverzorging, sport en recreatie. Vaak gaat het hierbij om maatwerk, gericht op bepaalde landschaps- of groenelementen.

#### Beroepsopleidingen op voorbereidend middelbaar (vmbo) niveau
De vierjarige vmbo-opleidingen binnen de groene sector worden in Nederland verzorgd door agrarische opleidingscentra (aoc), vooral door Helicon (in 2021 opgegaan in Yuverta), De Groene Welle, Wellant en Citaverde. Leerlingen kunnen uiterlijk aan het eind van het tweede schooljaar kiezen uit vier leerwegen met een verschillende verhouding tussen praktijk en theorie:
- basisberoepsgerichte leerweg (vooral praktisch bezig zijn)
- kaderberoepsgerichte leerweg (theorie leren door praktisch bezig te zijn)
- gemengde leerweg (combinatie van theoretisch en praktisch onderwijs)
- theoretische leerweg (hoogste niveau, niet gericht op beroepskeuze)

Afhankelijk van de gekozen leerweg kunnen zij doorstromen naar het mbo of de havo. Praktijkervaring doen zij op in verplichte leerwerktrajecten binnen de opleiding.

#### Beroepsopleidingen op middelbaar (mbo) niveau
Het middelbaar beroepsonderwijs in bos- en natuurbeheer wordt in Nederland verzorgd door dezelfde aoc's (zie vmbo). De mbo-opleidingen kennen vier niveaus. Mbo-1 is de entreeopleiding (1 jaar). Na 2 jaar (mbo-2) kan men uitstromen als medewerker of doorstromen. Na 3 jaar kan men uitstromen als vakbekwaam medewerker (mbo-3) of middenkader functionaris (mbo-4). Het mbo-4 opleidingsdeel wordt sinds 2018 geïntegreerd in het derde leerjaar. Na mbo-3 kan men doorstromen naar de specialistenopleiding (1-2 jaar) die toegang geeft tot hbo-opleidingen. Met mbo-4 kan men rechtstreeks doorstromen naar het hoger beroepsonderwijs. Hier kan men een reguliere opleiding volgen of een tweejarige associate degree behalen met een wettelijk erkend diploma.
De mbo-opleidingen verlopen langs twee leerwegen:
- de BOL (beroepsopleidende leerweg): dagonderwijs aan een onderwijsinstelling met 20-40% stage bij een erkend stagebedrijf en 3-4 dagen per week naar school.
- de BBL (beroepsbegeleidende leerweg): werkend leren met 3-4 dagen per week stage en 1 dag school. Tot 1997 werd dit het leerlingwezen genoemd.[4]

Helicon opleidingen (Yuverta) heeft diverse vestigingen, waarvan Velp en Eindhoven de mbo-3- en mbo-4-opleidingen in de sector bos- en natuurbeheer verzorgen. Deze opleidingen zijn:
- bos- en natuurbeheer. Dit betreft opleidingen tot: opzichter, veldmedewerker, uitvoerder, aannemer, voorlichter, boswachter, faunabeheerder, medewerker bij terreinbeherende organisaties. Velp leidt op voor niveaus 3 en 4.
- boomverzorging/European tree worker (ETW). Een opleiding tot boomverzorger op niveaus 3 en 4 wordt verzorgd in Velp en niveau 3 in Eindhoven.

Daarnaast worden verwante opleidingen op niveau 3 en 4 verzorgd op het gebied van eco en wildlife (Geldermalsen en Velp), outdoor en recreatie (Helmond en Velp), tuin- en landschapsinrichting (Boxtel en Nijmegen) en water- en groenbeheer / watermanagement (Velp).
De voorbereidende mbo1-opleiding plant en groene leefomgeving wordt verzorgd in Boxtel, Den Bosch, Eindhoven en Velp. Daarna kan men doorstromen naar de mbo2-opleiding medewerker buitenruimte in Velp of de hoveniersopleiding op niveau 2 en 3 in Boxtel, Eindhoven en Nijmegen.

#### Beroepsopleidingen op hoger beroepsonderwijs (hbo) niveau
Bij Hogeschool Van Hall Larenstein op de locatie Velp worden deeltijd- en/of voltijdopleidingen op het gebied van de groene leefomgeving aangeboden in bos- en natuurbeheer, kust- en zeemanagement, land- en watermanagement, management van de leefomgeving, milieukunde, omgevingskunde en tuin- en landschapsinrichting. Afgestudeerden van deze opleidingen verkrijgen de BSc-titel (vroeger Ing.) De vierjarige voltijd bacheloropleiding bos- en natuurbeheer kent de specialisaties international timber trade, mens en natuur, rentmeesterij, tropical forestry, toegepaste ecologie en beheer van bos en natuur.
Hogeschool Inholland, vestiging Delft, kent een bacheloropleiding landschaps- en omgevingsbeheer, die ontstaan is uit bos- en natuurbeheer, milieukunde en plattelandsvernieuwing.
Functies voor afgestudeerden zijn er in binnen- en buitenland op het gebied van: voorlichting, beheer bos- en natuurterreinen, monitoring en advieswerk.
In Vlaanderen wordt een professionele bacheloropleiding groenmanagement aangeboden op hogescholen in vier plaatsen waaronder Gent. 

## Opleidingen op wetenschappelijk niveau

### België
In Vlaanderen worden opleidingen op het gebied van bos- en natuurbeheer verzorgd door drie universiteiten, meestal binnen de faculteit bio-ingenieurswetenschappen:
- Universiteit Gent: BSc en MSc bos- en natuurbeheer, BSc en MSc land- en waterbeheer, MSc milieutechnologie
- Katholieke Universiteit Leuven: MSc landbeheer, MSc milieutechnologie
- Universiteit Antwerpen: BSc land- en bosbeheer, BSc milieutechniek en MSc milieuwetenschap.

In Wallonië worden vergelijkbare opleidingen verzorgd binnen het programma bioscience engineering van twee universiteiten:
- Université catholique de Louvain (UClouvain), vestiging Louvain-la-Neuve: BSc bioengineering, MSc forests and natural areas engineering
- Université de Liège, vestiging Gembloux Agro-Bio Tech: BSc bioscience engineering, MSc forest and nature management.

Binnen de faculteiten biologie worden daarnaast onder meer de volgende ecologische opleidingen verzorgd:
- Universiteit Antwerpen: MSc biodiversiteit, behoud en herstel
- Vrije Universiteit Brussel: MSC ecologie en biodiversiteit en MSc tropical biodiversity and ecosystems.[8]

### Nederland
De opleidingen op wetenschappelijk niveau worden door de Universiteit Wageningen gegeven. Afgestudeerden van deze opleidingen krijgen een BSC-titel of een MSc-titel (vroeger Ir.) Deze studies leiden vooral op voor de kaderfuncties bij de grotere terreinbeherende organisaties, het onderzoek en het beleid in binnen- en buitenland.
De studierichting bos- en natuurbeheer kent een driejarige bacheloropleiding met twee majors: beleid en maatschappij, en ecologie en beheer. Het tweejarige MSc-programma forest and nature conservation kent drie specialisaties: beleid en maatschappij, management en ecologie. Ook is het mogelijk deel te nemen aan het internationale MSc-programma European forestry dat door universiteiten in zes landen wordt aangeboden onder het Erasmus Mundus programma van de Europese Unie. Naast bos- en natuurbeheer heeft Wageningen Universiteit aparte mastersprogramma’s voor klimaatstudies, geo-informatie, recreatiestudies en andere omgevingsstudies. Verder leidt de universiteit PhD-kandidaten op voor hogere beleids- en onderzoeksfuncties middels een wetenschappelijke promotie.
Naast de Wageningse opleidingen bos- en natuurbeheer zijn er vele op ecologie en leefomgeving gerichte opleidingen aan andere Nederlandse universiteiten die kunnen kwalificeren voor kaderfuncties in het bos- en natuurbeheer. Specifiek op de tropen gerichte opleidingen kunnen onder meer gevolgd worden aan de Universiteit Utrecht, de Universiteit van Amsterdam en de Radboud Universiteit.

#### Studentenaantallen in Nederland
De aantallen studenten aan de opleidingen bos- en natuurbeheer in het hoger onderwijs nemen sinds 2013 jaarlijks toe. Bij Wageningen Universiteit waren in de periode 2015-2019 gemiddeld 255 studenten ingeschreven voor de bachelor bos- en natuurbeheer en 268 voor de master forest and nature conservation (meer dan de helft uit het buitenland). Samen leveren deze opleidingen gemiddeld 126 afgestudeerden per jaar af. Bij Hogeschool Van Hall Larenstein waren in de periode 2015-2019 gemiddeld 574 studenten ingeschreven voor de bachelor bos- en natuurbeheer, met een uitstroom van gemiddeld 65 afgestudeerden per jaar. Op de mbo-opleidingen vakbekwaam medewerker natuur en leefomgeving (vroeger bos- en natuurbeheer) en vakbekwaam medewerker natuur, water en recreatie waren in de periode 2015-2019 gemiddeld 355 studenten ingeschreven.

## Arbeidsmarkt Nederland
De mogelijkheden om in het Nederlandse bos- en natuurbeheer te werken zijn door het bescheiden bos- en natuurareaal nogal beperkt. Niettemin vinden de meeste afgestudeerden passend werk omdat de opleidingen breed zijn ingericht. Men gaat vooral met hogere opleidingen ook wel in het buitenland werken.
In Nederland zijn in de sector bos- en natuurbeheer naar schatting 4000 werknemers actief. In 2013 was 24% van de werknemers 55 jaar of ouder en 9% jonger dan 25 jaar. Sociale partners in de sector streven ernaar meer middelbareschoolleerlingen in het groene onderwijs te laten beginnen. Ruim twee derde van de werknemers is man. Ruim de helft van de werknemers had in 2013 een opleiding op mbo-niveau 3 of 4.